# 少年男僕庫洛
《少年男僕庫洛》為柊柾葵的男性向正太漫画。早期於松文館發行的合集漫畫 vol.6上連載，標題為「庫洛君華麗的日常」。期後由同公司的Diamond Comices加以單行本化。2009年10月22日，由Soft on Demand發行漫畫電影版DVD。

## 故事
為了還掉失蹤的爸爸所欠的錢，而在白龍院家工作的風宮庫洛。因為主人米斯的興趣、讓他雖然是個男生卻穿了女僕的衣服。
因此也讓他過著對於主人的性騷擾會加以還擊，但有時卻又會加以接受的生活。
時而過激、時而恩恩愛愛。這是一篇有著虐待狂性格和王子氣息的主人和有著傲嬌性格的少年僕人所生的閃光情侶愛情故事。

## 登場角色
風宮庫洛（Kazamiya Kūro，Couraud）
生日：4月1日／血型：A型
為了父親的借款而以男生的身分成為女僕的少年。第一人稱「俺」。
平常反抗時，不但不會叫米斯主人、還會加以還擊、但在傲嬌模式時會變得相當柔順。
母親——露拉過世，父親則下落不明。
白龍院米斯（Hakuryūin Mīsu，Mies）
日本首屈一指的大財團——白龍院家的少爺，也是庫洛的主人。第一人稱為「私」。
雖然是個渾身散發著王子氣息的「抖S」，卻對庫洛的眼淚攻勢毫無招架之力。
與同父異母的弟弟——弗雷分開生活。
白龍院弗雷（Hakuryūin Frien）
米斯的同父異母弟弟，跟兄長互相競爭白龍院接班人的位置。
外表看似清純可憐，但實際上卻相當腹黑，剛回來日本時還曾對庫洛下手過。期後似乎和哥哥同樣愛上庫洛。
·上田（Havisham Ueda）
米斯的管家。是威爾斯大魔法学部主席、在做管家前也是特種部隊的一員，總之是個謎一般的人。

## 作品列表

### 成人漫畫
- 少年男僕庫洛〜奴隷篇〜（2005年12月，ISBN 4-7901-1601-8）
- 少年男僕庫洛〜恥虐篇〜（2007年7月，ISBN 978-4-7901-1957-9）
- 少年男僕庫洛〜女裝編〜（2010年9月，ISBN 978-4-7901-2369-9）

### 成人動畫
- 少年男僕庫洛 漫畫電影版1（Shounen Maid Kuro-kun COMIC MOVIE1，OCSB-301）　2009年10月22日發售
- 少年男僕庫洛～天使之歌～（Anime Syonen Meido Curokun:Tenshi no Uta，OCSB-302）　2010年9月23日發售

## 外部連結
- 少年メイドクーロ君 （页面存档备份，存于）（日語）